# Gary Neville
Gary Alexander Neville (Bury, Anglaterra, 18 de febrer del 1975), és un exfutbolista professional anglès i, actualment, entrenador de futbol. Va jugar durant tota la seua carrera al Manchester United FC com a defensa.
Neville va ser 85 vegades internacional amb la selecció de futbol d'Anglaterra d'ençà que debutés l'any 1992 i amb la qual va ser convocat en totes les fases finals de Mundials i Eurocopes en què va participar la seua selecció. En el seu palmarès hi destaquen les dues Lliga de Campions de la UEFA aconseguides amb el Manchester United els anys 1999 i 2008 i els 8 títols de la Premier League. El mes de febrer del 2011, mitjançant un comunicat al web del Manchester United FC, va fer oficial la seua retirada, després de gairebé 19 anys com a professional.

## Palmarès
Manchester United FC
- 1 Copa Intercontinental: 1999
- 1 Campionat del Món de Clubs: 2008
- 2 UEFA Champions League: 1998-99, 2007-08
- 12 FA Premier League: 1992-93, 1993-94, 1995-96, 1996-97, 1998-99, 1999-00, 2000-01, 2002-03, 2006-07, 2007-08, 2008-09, 2010-11
- 4 FA Cup: 1993-94, 1995-96, 1998-99, 2003-04
- 3 League Cup: 2005-06, 2008-09, 2009-10
- 8 Community Shield: 1993, 1994, 1996, 1997, 2003, 2007, 2008, 2010

Selecció anglesa
- 1 Campionat d'Europa sub-18: 1993